# Viterbe
Viterbe (okzitanisch: Vitèrba) ist eine französische Gemeinde mit 360 Einwohnern (Stand: 1. Januar 2022) im Département Tarn in der Region Okzitanien (vor 2016 Midi-Pyrénées). Die Gemeinde gehört zum Arrondissement Castres und zum Kanton Plaine de l’Agoût (bis 2015 Saint-Paul-Cap-de-Joux). Die Einwohner werden Viterbois genannt.

## Geografie
Viterbe liegt etwa 30 Kilometer östlich von Toulouse und etwa 27 Kilometer westnordwestlich von Castres am Agout, der die Gemeinde im Norden begrenzt. Umgeben wird Viterbe von den Nachbargemeinden Fiac im Norden und Osten, Teyssode im Süden sowie Lavaur im Westen.

## Bevölkerungsentwicklung
| Jahr                      | 1962 | 1968 | 1975 | 1982 | 1990 | 1999 | 2006 | 2013 |
| Einwohner                 | 263  | 254  | 258  | 223  | 234  | 254  | 330  | 355  |
| Quelle: Cassini und INSEE |      |      |      |      |      |      |      |      |